# Fons
Os fons (singular: fon) são um dos principais grupos étnicos e linguísticos da África Ocidental no sul do Benim e sul do Togo, cuja origem mítica está entre povos gbe-falantes. Possuem como características o uso da língua fon, e sua maior expressão histórica, política e social do povo se expressou no Benim através do Reino do Daomé e na diáspora africana através do vodum.
O complexo cultural expressado tanto pelo vodum como pelo Reino do Daomé possui uma origem mítica na cidade-reino adjá de Tadô ou Sadô, onde uma filha solteira do rei, ao dirigir-se à floresta sozinha para realizar uma tarefa encontrou-se com um leopardo encantado. Ao retornar à cidade, descobriu-se grávida e a paternidade da criança foi atribuída ao leopardo. Como entre os adjá o sangue da mãe também enobrece, esse filho do leopardo, povis (kpòvi) e seus descendentes constituíram-se em uma nova linhagem real. Entretanto, o filho do leopardo ficou sendo conhecido na posteridade pelo cognome de Agassu, o bastardo, e seus descendentes por isso sempre eram preteridos no sistema sucessório de Adjá-Tadô, ainda que herdassem a bravura e ousadia de seu ancestral animal.
Um dia porém, os povis, mais uma vez excluídos, se revoltaram contra a escolha do sucessor no trono de Adjá–Tadô. Eles e seus partidários se armaram e, após uma violenta refrega, muitos cadáveres tombaram de lado a lado, inclusive o do rei escolhido. O chefe dos povis, Copom por esta razão, ficou sendo conhecido como Adjá-Hutó, o matador de adjás, e ele junto com seus partidários tiveram que partir para o exílio, uma vez que perpetrou o delito de maior lesa-majestade que é o de amaldiçoar a terra com o derramamento do precioso sangue real.
O êxodo dos povis e seus seguidores, após várias peripécias, deteve-se em Aladá, onde Adjá-Hutó Copom fundou uma nova dinastia de governantes até que o falecimento um rei também chamado Copom dá lugar a uma guerra de sucessão entre seus três herdeiros: Meji, Té-Abanlim e Aô-Dacodonu. Meji permanece em Aladá e dá continuidade à dinastia local reinante; Té-Abanlim dirige-se para o leste, onde funda uma nova dinastia em Ajaxé (Porto Novo) enquanto que Dacodonu segue para o norte com seu irmão Ganerreçu e, após algumas peripécias, busca alojar-se com seus ferozes seguidores entre a população de língua iorubá dos iguedês (guedevis) e mata seu rei Agli, dizimando seu povo, escravizando mulheres e crianças, os quais mais tarde são vendidos aos portugueses. Funda ali uma nova dinastia.
Dacodonu tenta estabelecer-se em Cana e vai solicitando consecutivamente ao rei de Cana, cujo nome era Dam, locais para alojamento. Um dia Dam, aborrecido com mais uma solicitação dos adjá-tadonus, declara mordazmente: “Depois de alojar-se em tantos lugares do meu reino, só falta agora a minha barriga para esta gente ficar”. Os adjá-tadonus compreenderam essa declaração como um chamado para a luta e, desta forma, Dacodonu matou e estripou pessoalmente Dam, e disse que cumpriria sua palavra e construiria seu reino sobre a barriga deste, daí a expressão Dan-ho-mé, que era o reino edificado "no ventre de Dam". 
O Reino de Daomé superou as duas outras dinastias adjá-tadonus reinantes em Porto Novo e Aladá, governando um poderoso Estado da capital Abomei, fundada por Agassuvi Aô, sobrinho e sucessor de Dacodonu, também chamado de Uebajá, em circunstâncias muito parecidas com a fundação do próprio reino. Outra versão da história conta que Abomei teria sido fundada por Huessu, filho de Uebajá. Os dois outros reinos, apesar do crescimento do Daomé, continuaram a ser considerados Estados-irmãos e, tanto os reis de Porto Novo como os de Abomei, dirigiam-se à Aladá, cidade onde as suas dinastias teriam começado a reinar, como parte do ritual da cerimônia de entronização. 